# Campionati europei di atletica leggera 1938 - 200 metri piani femminili
I 200 metri piani femminili ai campionati europei di atletica leggera 1938 si sono svolti il 18 settembre 1938.

## Podio
| Oro     | Stanisława Walasiewicz Polonia  |
| Argento | Käthe Krauß Germania            |
| Bronzo  | Fanny Blankers-Koen Paesi Bassi |

## Risultati

### Semifinali
Passano alla finale le prime due atlete di ogni batteria (Q).

#### Semifinale 1
| Posizione | Nome                   | Nazionalità   | Tempo | Note             |
| --------- | ---------------------- | ------------- | ----- | ---------------- |
| 1         | Stanisława Walasiewicz | Polonia       | 24"2  | Q                |
| 2         | Ida Ehrl               | Germania      | 24"7  | Q                |
| 3         | Audrey Brown           | Gran Bretagna | 25"6  |                  |
| 4         | Alida Niklase          | Lettonia      | 26"2  |                  |
| 5         | Rózalia Nagy           | Ungheria      | 27"0  | Record nazionale |
| 6         | Solveig Toms           | Norvegia      | n/d   |                  |

#### Semifinale 2
| Posizione | Nome                | Nazionalità   | Tempo | Note |
| --------- | ------------------- | ------------- | ----- | ---- |
| 1         | Fanny Blankers-Koen | Paesi Bassi   | 25"0  | Q    |
| 2         | Lillian Chalmers    | Gran Bretagna | 25"1  | Q    |
| 3         | Dorle Voigt         | Germania      | 25"2  |      |
| 4         | Otylia Kałuża       | Polonia       | 26"4  |      |
| 5         | Anna Van Rossum     | Belgio        | 28"1  |      |

#### Semifinale 3
| Posizione | Nome              | Nazionalità   | Tempo | Note |
| --------- | ----------------- | ------------- | ----- | ---- |
| 1         | Dorothy Saunders  | Gran Bretagna | 25"3  | Q    |
| 2         | Käthe Krauß       | Germania      | 25"4  | Q    |
| 3         | Martha Wretman    | Svezia        | 26"0  |      |
| 4         | Jadwiga Gawrońska | Polonia       | 27"2  |      |
| 5         | Jeanne Pousset    | Belgio        | 27"5  |      |

### Finale
| Pos.    | Nome                   | Nazionalità   | Tempo | Note                  |
| ------- | ---------------------- | ------------- | ----- | --------------------- |
| Oro     | Stanisława Walasiewicz | Polonia       | 23"8  | Record dei campionati |
| Argento | Käthe Krauß            | Germania      | 24"4  | Record nazionale      |
| Bronzo  | Fanny Blankers-Koen    | Paesi Bassi   | 24"9  |                       |
| 4       | Ida Ehrl               | Germania      | 25"0  |                       |
| 5       | Dorothy Saunders       | Gran Bretagna | 25"0  |                       |
| 6       | Lillian Chalmers       | Gran Bretagna | 25"0  |                       |